# Giuseppe Marco Albano
Giuseppe Marco Albano (Cisternino, 26 aprile 1985) è un regista, sceneggiatore e produttore cinematografico italiano.

## Biografia
Nato a Cisternino (Br) e cresciuto a Bernalda (Mt), finito il liceo scientifico, frequenta per un anno l'Accademia Internazionale per le arti e le scienze de L'Aquila, per poi iscriversi a Parma alla facoltà di Lettere e Filosofia con indirizzo Beni artistici, teatrali, cinematografici e dei nuovi media.
Tra i suoi lavori, il cortometraggio Il cappellino, selezionato in festival Italiani ed Internazionali, è finalista al Giffoni Film Festival e candidato ai Globi d'oro 2009; Xie Zi è anch'esso finalista al Giffoni Film Festival 2010 nella sezione 10+Elements come unico cortometraggio italiano e selezionato tra i finalisti del Nastro d'argento 2011; Stand by me, candidato nella cinquina dei David di Donatello 2011 e vincitore del Nastro d'argento per il miglior cortometraggio italiano.
Nel 2012 il film Una domenica notte (dall'omonima canzone di Brunori Sas), segna il suo esordio al lungometraggio indipendente. Nel 2013 gli viene assegnato il Premio Massimo Troisi per il miglior cortometraggio comico. Nello stesso anno presenta il cortometraggio AnnA alla 70ª Mostra del cinema di Venezia, cortometraggio commissionato dal Dipartimento per le Pari opportunità della Basilicata e dai sindacati CGIL, CISL e UIL.
Nel 2014 produce, scrive e dirige il cortometraggio Thriller, presentato in prima assoluta al Giffoni Film Festival 2014. Il corto, ambientato interamente a Taranto, riceve oltre 100 riconoscimenti nazionali ed internazionali e vince il David di Donatello 2015. Nello stesso anno costituisce assieme ai suoi più stretti collaboratori, Mediterraneo Cinematografica, una società indipendente di produzioni cinematografiche. 
Nel 2015 riceve, inoltre, il Premio Rodolfo Valentino come giovane talento del cinema italiano.
Nel 2016 presso la sede UNESCO di Parigi, rappresenta l’Italia per la rassegna “Les Nuits en Or”, organizzata dall'accademia Francese del Premio César, assieme ad altri 33 registi provenienti da tutto il mondo, ricevendo la Medaglia d’oro per il Cinema dall'attrice italiana Claudia Cardinale.  
Nel 2016 viene scelto dal Club Tenco per curare la regia del prestigioso Premio Tenco (storicamente affidata al regista Pepi Morgia) che, dal 1974 assegna i riconoscimenti alla canzone d'autore italiana e internazionale. 
A Dicembre 2022 presenta al 40° TFF Torino Film Festival il documentario dal titolo Noi ce la siamo cavata, che racconta tra ricordi e interviste, le vite di quei giovanissimi attori che trent’anni fa furono i protagonisti di Io speriamo che me la cavo, cult cinematografico della regista Lina Wertmüller, tratto dall'omonimo best seller di Marcello D'Orta. 
Ad Ottobre 2024 presenta al Festival del Cinema di Roma il Documentario Eroici! 100 anni di passione e racconti di sport, documentario sul centenario del Corriere dello Sport, lo storico quotidiano italiano che, attraverso aneddoti e racconti dei protagonisti, ci porta in un viaggio lungo 100 anni di storia sportiva Italiana. 
A Giugno 2025 presenta al Biografilm di Bologna School of Life, prodotto da Groenlandia e Rai Cinema, un documentario che racconta "Still I rise" l'organizzazione no-profit internazionale nominata al Nobel per la Pace nel 2023 e fondata da Nicolò Govoni. 
Attualmente è al lavoro sul Film Documentario dello Scudetto del Napoli 2025 dal titolo Again prodotto da Filmauro. 

## Filmografia

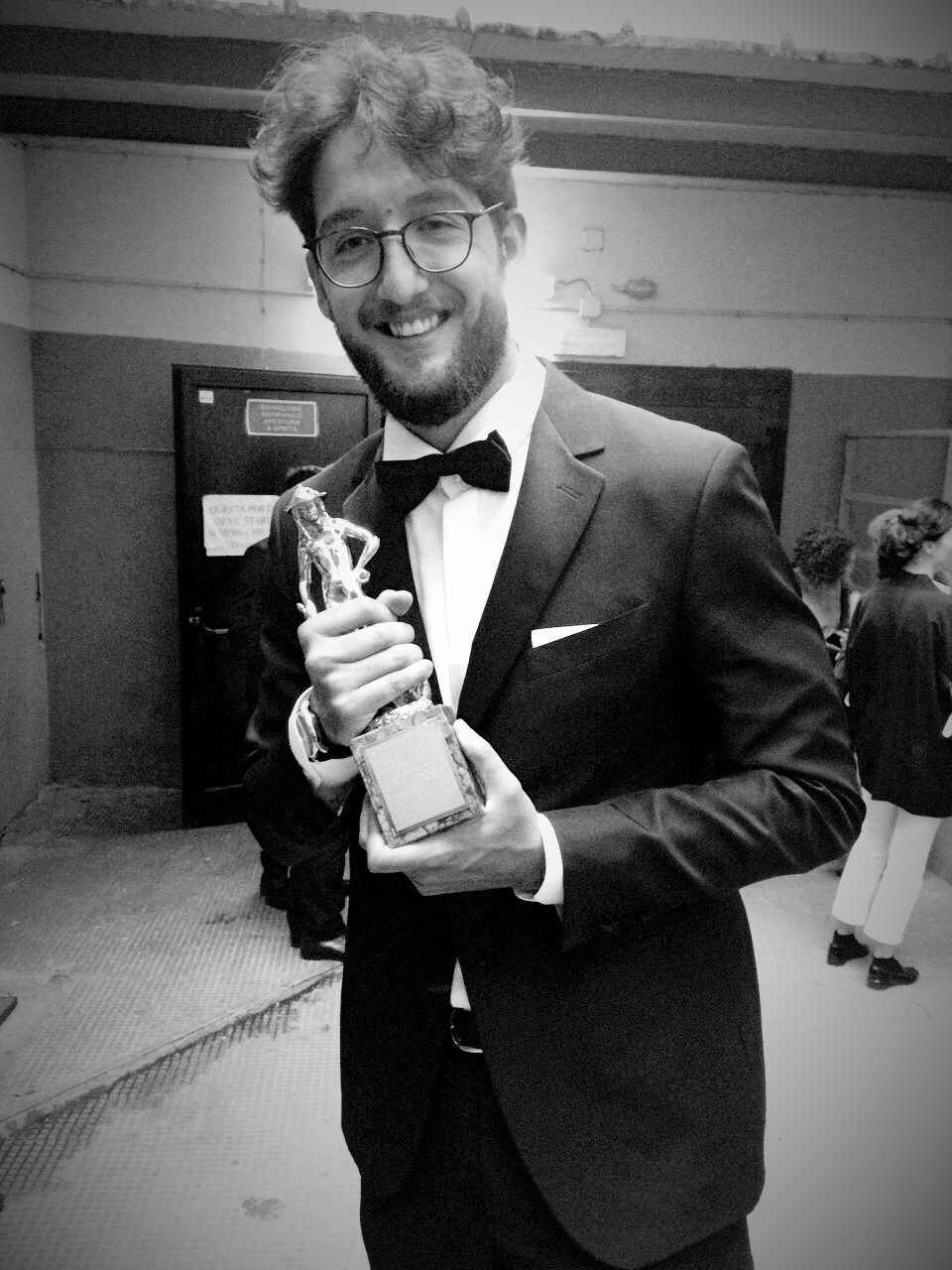
Giuseppe Marco Albano con il David di Donatello vinto nel 2015

### Regista

#### Lungometraggi
- Una domenica notte (2013)

Documentari
- Noi ce la siamo cavata (2022)
- The South (2023)
- Eroici! 100 anni di passione e racconti di sport (2024)
- School of life (2025)

#### Cortometraggi
- Il cappellino (2008)
- Xie Zi (2009)
- Stand by Me (2011)
- AnnA (2013)
- Thriller (2014)
- Comme tous les jours (2018)
- Klod (2020)

#### Produttore
- L'avenir, regia Luigi Pane (2017)
- Angel, regia Alfredo Chiarappa (2020)
- Caramelle, regia Matteo Panebarco (2022)
- Il Cigno, regia Francesco Giardiello (2023)
- Del padre e del figlio, regia Mauro Lamanna (2023)

#### Videoclip musicali
- So pazz' e te, Sal Da Vinci (con Vale Lambo) (2020)
- Il cielo blu di Napoli, Sal Da Vinci (2020)
- A due passi dal cuore, Sal Da Vinci (2021)
- Rossetto e caffè, Sal Da Vinci (2024)
- Non è vero che sto bene, Sal Da Vinci (2024)

## Libri

### Saggistica
- Renato Scatà e Giuseppe Marco Albano, Pop Corn & Patatine, Vimercate, Sagoma Editore, 2022, ISBN 978-88-6506-148-0.

## Riconoscimenti
- 2009 – Globo d'oro: Nomination Miglior cortometraggio (Il cappellino);
- 2010 – Nastro d'argento: Nomination Miglior cortometraggio (Xie Zi);
- 2011 – David di Donatello: Nomination Miglior cortometraggio (Stand by Me);
- 2012 – Nastro d'argento: Miglior cortometraggio (Stand by Me);
- 2013 – Premio Massimo Troisi: Miglior cortometraggio comico (Stand by Me);
- 2013 – Kimera International Film Festival: Premio per la miglior regia (Una domenica notte);
- 2015 – David di Donatello: Miglior cortometraggio (Thriller);
- 2015 – Premio Rodolfo Valentino;
- 2016 – Medaglia d'oro UNESCO: Les Nuits en Or (Thriller);
- 2024 – Premio Speciale Matera Film Festival (Eroici! 100 anni di passione e racconti di sport);
- 2025 – Nastro d'argento: Nomination Miglior Documentario Sportivo (Eroici! 100 anni di passione e racconti di sport);
- 2025 – Nastro d'argento: Premio Speciale (Eroici! 100 anni di passione e racconti di sport);